# Sigmoilopsidae
Sigmoilopsidae es una familia de foraminíferos bentónicos de la superfamilia Rzehakinoidea, del suborden Schlumbergerinina y del orden Schlumbergerinida. Su rango cronoestratigráfico abarca desde el Cretácico superior hasta la Actualidad.

## Discusión
Clasificaciones previas incluían Sigmoilopsidae en el suborden Textulariina del orden Textulariida o en el orden Lituolida. También ha sido incluido en el suborden Rzehakinina y en el orden Rzehakinida, aunque estos taxones han sido considerados sinónimos posteriores de Schlumbergerinina y Schlumbergerinida respectivamente. Algunos de sus géneros (Sigmoilopsis y Ammosigmoilinella) fueron incluidos previamente en la familia Haurinidae, de la superfamilia Milioloidea, del suborden Miliolina y del orden Miliolida.

## Clasificación
Sigmoilopsidae incluye a las siguientes subfamilias y géneros:
- Subfamilia Sigmoilopsinae
  - Sigmoilopsis
  - Silicosigmoilina †
- Subfamilia Spirolocammininae
  - Spirolocammina
  - Spirosigmoilinella †
  - Ammosigmoilinella

Otro género considerado en Sigmoilopsidae es:
- Bramletteia † de la subfamilia Sigmoilopsinae, considerado subgénero de Silicosigmoilina, Silicosigmoilina (Bramletteia), de estatus incierto, pero considerado sinónimo de Suggrunda